# سوزان پولگار

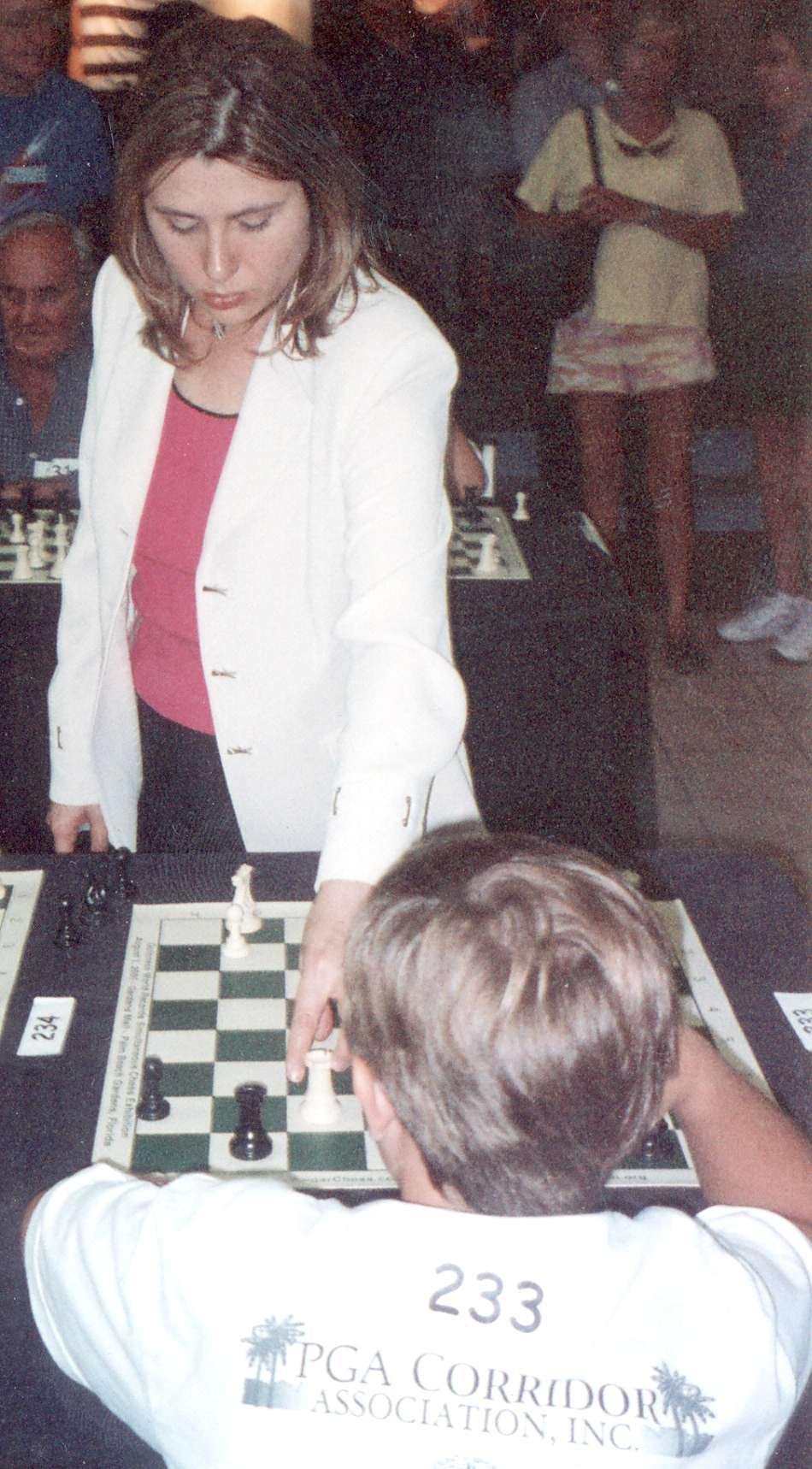
سوزان پولگار در یک مسابقه سیمولتانه در دانشگاه تگزاس، ۲۰۰۸

سوزان پولگار (به مجاری: Polgár Zsuzsa) (زاده ۱۹ آوریل ۱۹۶۹ در بوداپست، مجارستان) شطرنجباز و نویسندهٔ شطرنج مجاری-آمریکایی است.
او در ۴ سالگی با ۱۰ برد از ۱۰ بازی قهرمان شطرنج دختران زیر ۱۱ سال بوداپست شد. در ۱۲ سالگی قهرمان شطرنج زیر ۱۶ سال دختران جهان شد. در ۱۵ سالگی در ردهٔ اول رنکینگ شطرنج‌بازان زن دنیا قرار گرفت و در ژانویه ۱۹۹۱ نخستین زنی شد که به‌طور طبیعی درجهٔ استادبزرگ شطرنج را به دست می‌آورد. در سال ۱۹۹۲ قهرمان شطرنج سریع و شطرنج برق‌آسای زنان جهان شد.
پولگار در سال ۱۹۹۶ قهرمان شطرنج زنان جهان شد و تا ۱۹۹۹ که با خودداری از مسابقه با حریف خود این عنوان را از دست داد، آن را در اختیار داشت. او تاکنون ۱۰ مدال در المپیاد شطرنج کسب کرده و از ۵۶ بازی در این مسابقات هیچ شکستی نداشته است. بالاترین ریتینگ او ۲۵۷۷ در اکتبر ۲۰۰۵ بوده که او را دومین شطرنج‌باز زن پس از خواهرش یودیت پولگار می‌ساخت. وی از ۲۰۰۴ به این سو در مسابقات رسمی حاضر نشده است. پولگار از ژوئیه سال ۲۰۰۷ به عضویت شورای اجرایی فدراسیون شطرنج آمریکا انتخاب شد ولی در سال ۲۰۰۹ به دلیل شکایت‌های مربوط به نحوهٔ انتخاب او از مقامش برکنار شد.

## زندگی شخصی
سوزان پولگار فرزند لاسلو پولگار از یهودیان بوداپست و کارلا از مجارهای اوکراین بود. پدرش که معتقد به پیدایش نبوغ با اجرای روش‌های آموزشی خاص از دوران کودکی بود او و دو خواهرش سوفیا و یودیت را در خانه آموزش می‌داد. شطرنج و زبان اسپرانتو از مهم‌ترین دروسی بود که به آن‌ها آموخته شد.